# Андреев, Павел Дмитриевич
Па́вел Дмитриевич Андре́ев (5 сентября 1903, Москва, Российская Империя — 12 ноября 1917, Москва) — 14-летний участник Октябрьской революции.
Известен как «Московский Гаврош». Замоскворецким Гаврошем назвал его американский писатель Джон Рид
Является прототипом главного героя или выведен под своим именем в литературных произведениях:
- повесть Николая Богданова «Легенда о московском Гавроше» (1974)
- повесть А. И. Рутько «Пашкины колокола» (1987; отмечена премией журнала «Костёр»)[2].
- роман Ивана Лазутина «Родник пробивает камни» (1974).

## Биография
Родился в Москве, сын кузнеца. Работал подручным кузнеца завода Михельсона. Член Союза рабочей молодёжи «3-й Интернационал» Замоскворечья. В октябре 1917 года помогал красногвардейцам своего завода: подносил патроны, медикаменты, продовольствие.
Погиб в бою с юнкерами на Остоженке. Когда в часы затишья красногвардейцы уходили погреться, он, перебегая от винтовки к винтовке, стрелял, создавая впечатление, что все на месте. Случайно одна из винтовок упала за бруствер, он попытался её достать и высунулся, был ранен и через три дня он скончался.

Как часто бывает, подлинная история вскоре обросла легендами. В одной серьёзной книге написано, что «тело Павлика Андреева пронзили 42 пули. Через трое суток он умер от ран». Очевидно, автор этих строк и представить себе не мог, во что превратилось бы тело 14-летнего мальчика, так изрешечённое пулемётными пулями. — Бондаренко Александр Юльевич — Юные герои Отечества, 2013
Похоронен 22 ноября 1917 года у Кремлёвской стены.

## Память
- Его именем в 1963 году названа улица в Москве (бывший Арсеньевский переулок в районе Большой Серпуховской улицы) в Замоскворечье. Улица Павла Андреева находится рядом с заводом, на котором работал Павел (завод Михельсона, впоследствии завод им. Владимира Ильича)
- В советское время его имя носила бригада кузнецов завода имени Владимира Ильича, дворец пионеров Советского и дом пионеров Москворецкого районов Москвы.
- Его имя было занесено в Книгу почёта Московской городской пионерской организации.